# Ronde van Frankrijk 2025/Zevende etappe
De zevende etappe van de Ronde van Frankrijk 2025 werd verreden op 11 juli. Wereldkampioen Tadej Pogačar won de etappe en heroverde de leiding in het algemeen klassement van Mathieu van der Poel.

## Parcours
De etappe startte in Saint-Malo. De tussensprint lag na 139,2 kilometer in Plédran. Daarnaast moesten onderweg een beklimming van de vierde categorie en twee van de derde categorie worden gedaan. De laatste van die beklimmingen was die naar aankomstplaats Mûr-de-Bretagne, waar voor de vijfde maal in de Tourgeschiedenis werd gefinisht.

## Koersverloop
Dit overzicht is mogelijk incompleet; u kunt helpen door het uit te breiden.

## Uitslag etappe
| Saint-Malo – Mûr-de-Bretagne (197,0 km) |                      |                            |          |
| Plaats                                  | Naam                 | Ploeg                      | Tijd     |
| Winnaar                                 | Tadej Pogačar        | UAE Team Emirates-XRG      | 4u05'39" |
| 2                                       | Jonas Vingegaard     | Visma \| Lease a Bike      | z.t.     |
| 3                                       | Oscar Onley          | Picnic PostNL              | + 2"     |
| 4                                       | Felix Gall           | Decathlon AG2R La Mondiale | z.t.     |
| 5                                       | Matteo Jorgenson     | Visma \| Lease a Bike      | z.t.     |
| 6                                       | Remco Evenepoel      | Soudal Quick-Step          | z.t.     |
| 7                                       | Kévin Vauquelin      | Arkéa-B&B Hotels           | z.t.     |
| 8                                       | Jhonatan Narváez     | UAE Team Emirates-XRG      | + 7"     |
| 9                                       | Axel Laurance        | INEOS Grenadiers           | + 15"    |
| 10                                      | Tobias Johannessen   | Uno-X Mobility             | + 21"    |
|                                         |                      |                            |          |
| 22                                      | Mathieu van der Poel | Alpecin-Deceuninck         | + 1'20"  |

 –  Ewen Costiou was de strijdlustigste renner van de etappe.

## Klassementen

### Algemeen klassement
| Algemeen klassement (gele trui) |                      |                         |           |
| Plaats                          | Naam                 | Ploeg                   | Tijd      |
| Gele trui                       | Tadej Pogačar        | UAE Team Emirates-XRG   | 25u58'04" |
| 2                               | Remco Evenepoel      | Soudal Quick-Step       | + 54"     |
| 3                               | Kévin Vauquelin      | Arkéa-B&B Hotels        | + 1'11"   |
| 4                               | Jonas Vingegaard     | Visma \| Lease a Bike   | + 1'17"   |
| 5                               | Mathieu van der Poel | Alpecin-Deceuninck      | + 1'29"   |
| 6                               | Matteo Jorgenson     | Visma \| Lease a Bike   | + 1'34"   |
| 7                               | Oscar Onley          | Picnic PostNL           | + 2'49"   |
| 8                               | Florian Lipowitz     | Red Bull-BORA-hansgrohe | + 3'02"   |
| 9                               | Primož Roglič        | Red Bull-BORA-hansgrohe | + 3'06"   |
| 10                              | Mattias Skjelmose    | Lidl-Trek               | + 3'43"   |

### Puntenklassement
| Puntenklassement (groene trui) |                      |                       |        |
| Plaats                         | Naam                 | Ploeg                 | Punten |
| Groene trui                    | Tadej Pogačar        | UAE Team Emirates-XRG | 156    |
| 2                              | Jonathan Milan       | Lidl-Trek             | 122    |
| 3                              | Biniam Girmay        | Intermarché-Wanty     | 111    |
| 4                              | Mathieu van der Poel | Alpecin-Deceuninck    | 108    |
| 5                              | Jonas Vingegaard     | Visma \| Lease a Bike | 80     |
| 6                              | Anthony Turgis       | TotalEnergies         | 78     |
| 7                              | Tim Merlier          | Soudal Quick-Step     | 72     |
| 8                              | Remco Evenepoel      | Soudal Quick-Step     | 56     |
| 9                              | Oscar Onley          | Picnic PostNL         | 56     |
| 10                             | Kévin Vauquelin      | Arkéa-B&B Hotels      | 48     |

### Bergklassement
| Bergklassement (bolletjestrui) |                  |                        |        |
| Plaats                         | Naam             | Ploeg                  | Punten |
| Bolletjestrui                  | Tim Wellens      | UAE Team Emirates-XRG  | 8      |
| 2                              | Tadej Pogačar    | UAE Team Emirates-XRG  | 7      |
| 3                              | Ben Healy        | EF Education-EasyPost  | 4      |
| 4                              | Jonas Vingegaard | Visma \| Lease a Bike  | 4      |
| 5                              | Ewen Costiou     | Arkéa-B&B Hotels       | 3      |
| 6                              | Eddie Dunbar     | EF Education-EasyPost  | 3      |
| 7                              | Michael Storer   | Tudor Pro Cycling Team | 3      |
| 8                              | Quinn Simmons    | Lidl-Trek              | 2      |
| 9                              | Lenny Martinez   | Bahrain Victorious     | 2      |
| 10                             | Benjamin Thomas  | Cofidis                | 2      |

### Jongerenklassement
| Jongerenklassement (witte trui) |                     |                         |           |
| Plaats                          | Naam                | Ploeg                   | Tijd      |
| Witte trui                      | Remco Evenepoel     | Soudal Quick-Step       | 25u58'58" |
| 2                               | Kévin Vauquelin     | Arkéa-B&B Hotels        | + 17"     |
| 3                               | Oscar Onley         | Picnic PostNL           | + 1'55"   |
| 4                               | Florian Lipowitz    | Red Bull-BORA-hansgrohe | + 2'08"   |
| 5                               | Mattias Skjelmose   | Lidl-Trek               | + 2'49"   |
| 6                               | Ben Healy           | EF Education-EasyPost   | + 3'01"   |
| 7                               | Carlos Rodríguez    | INEOS Grenadiers        | + 3'57"   |
| 8                               | Romain Grégoire     | Groupama-FDJ            | + 9'05"   |
| 9                               | Jenno Berckmoes     | Lotto                   | + 10'06"  |
| 10                              | Axel Laurance       | INEOS Grenadiers        | + 18'03"  |
|                                 |                     |                         |           |
| 15                              | Frank van den Broek | Picnic PostNL           | + 28'16"  |

### Ploegenklassement
| Plaats | Ploeg                           | Tijd       |
| ------ | ------------------------------- | ---------- |
|        | Team Visma \| Lease a Bike      | 77u58'21"" |
| 2      | UAE Team Emirates-XRG           | + 5'33"    |
| 3      | Groupama-FDJ                    | + 13'24"   |
| 4      | Arkéa-B&B Hotels                | + 14'34"   |
| 5      | Decathlon AG2R La Mondiale Team | + 16'54"   |

## Uitvallers
- Jack Haig (Bahrain Victorious): Haig was betrokken bij een valpartij in de finale van de koers en kon niet verder.[2]
- Mattia Cattaneo (Soudal Quick-Step): Cattaneo had te veel last van een valpartij in een eerdere etappe en gaf op.[3]

1e etappe ·
2e etappe ·
3e etappe ·
4e etappe ·
5e etappe ·
6e etappe ·
7e etappe ·
8e etappe ·
9e etappe ·
10e etappe ·
11e etappe ·
12e etappe ·
13e etappe ·
14e etappe ·
15e etappe ·
16e etappe ·
17e etappe ·
18e etappe ·
19e etappe ·
20e etappe ·
21e etappe
Startlijst · Eindstanden · Afbeeldingen